# Lobocleta malvina
Lobocleta malvina là một loài bướm đêm trong họ Geometridae.